# Championnat d'Australie de football 1991-1992
Navigation
Saison précédente Saison suivante
La saison 1991-1992 du Championnat d'Australie de football est la seizième édition du championnat de première division en Australie.
La NSL (National Soccer League) regroupe quatorze clubs du pays au sein d'une poule unique, où ils s'affrontent deux fois au cours de la saison régulière, à domicile et à l'extérieur. Le titre se dispute entre les cinq premiers de la première phase par le biais des play-off. Il n'y a ni promotion, ni relégation en fin de saison régulière.
C'est le club d'Adelaide City FC qui remporte la compétition après avoir battu lors du Grand Final le club de Melbourne Croatia FC, après la séance de tirs au but. C'est le second titre de champion d'Australie de l'histoire du club, après celui remporté en 1986. Adelaide City réussit même le doublé Coupe-championnat en s'imposant en finale de la Coupe d'Australie face à Marconi Fairfield.

## Les clubs participants
| - Marconi Fairfield - Wollongong Wolves - Adelaide City FC - APIA Leichhardt Tigers - Sydney Olympic FC - Brisbane United - Promu en National Soccer League - Parramatta Eagles | - Heidelberg United - South Melbourne FC - Newcastle Breakers - Promu en National Soccer League - Preston Lions SC - Melbourne Croatia FC - Sydney Croatia FC - West Adelaide SC - Promu en National Soccer League |

## Compétition

### Phase régulière
Le barème utilisé pour établir le classement est le suivant :
- Victoire : 2 points
- Match nul : 1 point
- Défaite : 0 point

| Rang | Équipe                 | Pts | J  | G  | N  | P  | Bp | Bc | Diff |
| ---- | ---------------------- | --- | -- | -- | -- | -- | -- | -- | ---- |
| 1    | Melbourne Croatia FC   | 35  | 26 | 14 | 7  | 5  | 45 | 26 | +19  |
| 2    | Sydney Olympic         | 34  | 26 | 12 | 10 | 4  | 38 | 27 | +11  |
| 3    | South Melbourne FCT    | 31  | 26 | 13 | 5  | 8  | 51 | 28 | +23  |
| 4    | Adelaide City FCC      | 29  | 26 | 10 | 9  | 7  | 26 | 23 | +3   |
| 5    | Wollongong Wolves      | 28  | 26 | 9  | 10 | 7  | 24 | 17 | +7   |
| 6    | Brisbane UnitedP       | 26  | 26 | 8  | 10 | 8  | 31 | 35 | -4   |
| 7    | Marconi Fairfield      | 25  | 26 | 10 | 5  | 11 | 33 | 31 | +2   |
| 8    | APIA Leichhardt Tigers | 25  | 26 | 7  | 11 | 8  | 26 | 28 | -2   |
| 9    | Heidelberg United      | 24  | 26 | 8  | 8  | 10 | 28 | 33 | -5   |
| 10   | Parramatta Eagles      | 23  | 26 | 6  | 11 | 9  | 24 | 24 | 0    |
| 11   | Newcastle BreakersP    | 22  | 26 | 7  | 8  | 11 | 28 | 39 | -11  |
| 12   | Sydney Croatia FC      | 21  | 26 | 6  | 9  | 11 | 22 | 33 | -11  |
| 13   | West Adelaide SCP      | 21  | 26 | 7  | 7  | 12 | 25 | 46 | -21  |
| 14   | Preston Lions SC       | 20  | 26 | 5  | 10 | 11 | 21 | 32 | -11  |

|  | Qualification pour les play-off                                                            |
|  | Relégation en championnat régional                                                         |
|  | T: Tenant du titre C: Vainqueur de la Coupe d'Australie P: Promu en National Soccer League |

### Play-offs
|          | Preliminary | Preliminary                     | Preliminary   |                                                                                                |  | Semi Final | Semi Final               | Semi Final    |  |  | Preliminary Final  | Preliminary Final |  |  | Grand Final          | Grand Final |
|          |             |                                 |               |                                                                                                |  |            |                          |               |  |  |                    |                   |  |  |                      |             |
|          |             |                                 |               |                                                                                                |  |            | 19 avril 1992            |               |  |  |                    |                   |  |  |                      |             |
|          |             |                                 |               |                                                                                                |  | 1          | Melbourne Croatia FC tab | 0 (5)         |  |  |                    |                   |  |  |                      |             |
|          |             |                                 |               |                                                                                                |  |            | South Melbourne FC       | 0 (3)         |  |  |                    |                   |  |  | 3 mai 1992           | 3 mai 1992  |
|          |             |                                 |               |                                                                                                |  |            |                          |               |  |  |                    |                   |  |  | Melbourne Croatia FC | 0 (2)       |
|          |             | 12 avril 1992                   | 12 avril 1992 |                                                                                                |  |            |                          |               |  |  | 26 avril 1992      | 26 avril 1992     |  |  | Adelaide City FC tab | 0 (4)       |
|          | 2           | Sydney Olympic FC               | 0             |                                                                                                |  |            |                          |               |  |  | South Melbourne FC | 0                 |  |  |                      |             |
|          | 3           | South Melbourne FC              | 2             |                                                                                                |  |            | 19 avril 1992            | 19 avril 1992 |  |  | Adelaide City FC   | 2                 |  |  |                      |             |
|          |             |                                 |               |                                                                                                |  |            | Sydney Olympic           | 1             |  |  |                    |                   |  |  |                      |             |
|          |             | 12 avril 1992                   | 12 avril 1992 |                                                                                                |  |            | Adelaide City FC         | 2             |  |  |                    |                   |  |  |                      |             |
|          | 4           | Adelaide City FC                | 1             |                                                                                                |  |            |                          |               |  |  |                    |                   |  |  |                      |             |
|          | 5           | Wollongong Wolves               | 0             |                                                                                                |  |            |                          |               |  |  |                    |                   |  |  |                      |             |
|          |             |                                 |               | \| Légende: \| \| Progression de l'équipe défaite \| \| Progression de l'équipe victorieuse \| |  |            |                          |               |  |  |                    |                   |  |  |                      |             |
| Légende: |             | Progression de l'équipe défaite |               | Progression de l'équipe victorieuse                                                            |  |            |                          |               |  |  |                    |                   |  |  |                      |             |

## Bilan de la saison
| Championnat d'Australie de football 1991-1992 |                                  |
| Champion                                      | Adelaide City FC (2e titre)      |
| Coupes et trophées                            |                                  |
| Vainqueur de la Coupe d'Australie 1991-1992   | Adelaide City FC                 |
| Promotions et relégations                     |                                  |
| Promus en Championnat d'Australie de football | Morwell Falcons                  |
| Relégués                                      | APIA Leichhardt Tigers (retrait) |